# NGC 4420
NGC 4420 је спирална галаксија у сазвежђу Девица која се налази на NGC листи објеката дубоког неба.
Деклинација објекта је + 2° 29' 39" а ректасцензија 12h 26m 58,4s. Привидна величина (магнитуда) објекта NGC 4420 износи 12,0 а фотографска магнитуда 12,8. Налази се на удаљености од 19,116 милиона парсека од Сунца. NGC 4420 је још познат и под ознакама NGC 4409, UGC 7549, MCG 1-32-64, IRAS 12244+0246, CGCG 42-106, VCC 957, PGC 40775.